# A Whiter Shade of Pale
A Whiter Shade of Pale (englisch für: Eine Spur bleicher) ist ein Rocksong der britischen Band Procol Harum aus dem Jahre 1967. Die Musik stammt von Gary Brooker und Matthew Fisher, der Text von Keith Reid. Das Stück wurde die erfolgreichste Veröffentlichung der Gruppe.

## Entstehungsgeschichte
Keith Reid verfasste den Text zu A Whiter Shade of Pale Anfang 1967 und bot ihn dem Londoner Musikverlag Essex Music an, dessen Inhaber David Platz beeindruckt war und noch die fehlende Musik erbat. Im selben Geschäftshaus wie Essex Music arbeitete auch der unabhängige Musikproduzent Denny Cordell, der zusammen mit David Platz die Produktionsgesellschaft Straight Ahead Productions betrieb. Nachdem Gary Brooker die Musik komponiert hatte, entstanden am 7. März 1967 unter Aufsicht von Cordell zwei Demoaufnahmen in Mono. Der Schlagzeuger auf dem Demo gefiel Cordell nicht, und so entschied man sich für den Sessionmusiker Bill Eyden, den Schlagzeuger von Georgie Fame.
Gebucht waren für die endgültigen Aufnahmen im April 1967 die Olympic Studios (117 Church Road, Barnes/London SW) für eine dreistündige Session. Dieses neue Studio war erst 1966 eröffnet worden; hier nahmen The Rolling Stones beinahe alle ihre Platten auf. In der Aufnahmesession für A Whiter Shade of Pale entstanden nur zwei Takes ohne Overdubs, die in Mono abgemischt wurden. Unter Musikproduzent Cordell und Toningenieur Keith Grant bestand die Besetzung aus Gary Brooker (Gesang und Piano), Matthew Fisher (Hammondorgel M-102), Ray Royer (Gitarre), David Knights (Bass) und Bill Eyden (Schlagzeug). Der Schlagzeuger Eyden schlug die Becken ziemlich hart, sodass lediglich das „high-end-Höhenproblem“ zu lösen war, um die technisch höchstmöglichen Töne zu erhalten.
Die gesamte Soundmischung stellte sich als glücklicher Umstand heraus, der kaum reproduzierbar war. Die Nachweise über die Aufnahmedaten sind seit Jahrzehnten ebenso verschwunden wie das originale 4-Spur-Masterband. Bei der Recherche für eine Neuveröffentlichung fand sich lediglich eine Tonbandschachtel mit der Aufschrift „April 1967: Whiter Shade of Pale plus takes“; das darin enthaltene Band enthielt drei nicht abgemischte Alternativaufnahmen des Liedes, die sich voneinander und von der veröffentlichten Version jeweils leicht unterschieden.
Erhalten geblieben sind Details der Registrierung der Orgel:
- Zugriegelstellung Obermanual 6886 (Preset B)
- Zugriegelstellung Untermanual 00443
- Percussion an, Soft, Slow, Second

Tage später entstand in den Advision Studios die B-Seite Lime Street Blues.

## Veröffentlichung und Erfolg
Die Single A Whiter Shade of Pale / Lime Street Blues (Deram DM 126) wurde am 12. Mai 1967 veröffentlicht. Das noch wenig bekannte Label Deram  war von Decca Records erst im September 1966 als Tochterlabel gegründet worden. In den britischen Charts notierte die Single ab 8. Juni 1967 für sechs Wochen auf Platz eins, in den USA gelangte sie bis auf Rang fünf der Hitparade. Sie verkaufte in England 356.000 Exemplare innerhalb von drei Wochen seit Veröffentlichung, in Frankreich gingen 120.000 Singles in zehn Tagen über die Ladentheke. Weltweit wurden mindestens sechs Millionen Singles verkauft.

## Text
Allgemein wird A Whiter Shade of Pale (deutsch: Eine Spur bleicher) in den Medien als der Song bezeichnet, den niemand versteht. Die Bandmitglieder haben stets widersprüchliche Aussagen über die Deutung des Textes gemacht, sodass sie bei der Auslegung nicht weiterhelfen. Im Jahr 1994 erhielt Tim de Lisle von Reid folgende Erklärung: Ein nervöser Verführer trinkt sich auf einer Party durch Alkohol Mut an. Zunehmende Alkoholisierung beeinträchtigt seine Wahrnehmung durch abschweifende Gedanken: Fragmente aus Kindheitserlebnissen und seine kleinmütigen Ziele. Die im Song wiederkehrende Metapher handelt von einer Schiffskatastrophe, die eine Parallele zwischen einer romantischen Eroberung und den Gefahren des Meeres zieht.
Der Text ist sehr interpretationsbedürftig und muss im Zusammenhang mit der zu seiner Entstehungszeit modernen psychedelischen Phase gesehen werden. Kern des Psychedelischen war die Auswirkung halluzinogener Drogen auf die Wahrnehmung des Menschen. Ein früher Kommentar des britischen New Musical Express verneint diese psychedelische Komponente; vielmehr spiele Procol Harum zwischen der Musik von Bach, Soul und Modern Jazz. Allerdings ist hier die Musik und nicht der Text gemeint. Die Konfusion über die textliche Bedeutung ist auch dem Umstand geschuldet, dass die Hälfte des Textes vor der Aufnahmesession herausgenommen wurde. Ursprünglich bestand er nämlich aus vier Strophen, die zweite und dritte wurden bei der Musikaufnahme gestrichen. Die inhaltliche Bedeutung erschließt sich eher, wenn man die fehlenden Strophen hinzunimmt. Dann wird klar, dass sich der Erzähler auf einem Schiff auf See befindet. Hinzu kommen surrealistische Wortspiele und bizarre Wortkaskaden, die auch in späteren Werken der Gruppe anzutreffen sind. Der auch für englischsprachige Zuhörer rätselhafte, mystische, wenn nicht gar undurchdringliche Text übernimmt zudem klangliche Funktionen, was durch die ausdrucksstarke Stimme von Brooker unterstrichen wird.
Am Anfang steht der Rätsel aufgebende Titel, der den ursprünglich vorgesehenen Untertitel (The Miller’s Tale) einbüßte und dessen Wortlaut Keith Reid zufällig bei einer Unterhaltung aufgeschnappt haben will: “My God, you’ve just turned a whiter shade of pale.” Procol-Harum-Biograf Claes Johansen vergleicht die Wortspiele des Songs mit denen des früheren Rhythm and Blues, der die Beziehung zwischen Mann und Frau (insbesondere die Sexualität) in metaphorischer Form behandele. In A Whiter Shade of Pale beginnt die Erotik des Paares bereits mit dem Flamenco-ähnlichen Fandango, der als besonders wollüstig gilt und hier, von ausgelassenen Radschlägen (“cartwheels”) begleitet, einem aufmunternden Publikum (“the crowd called out for more”) wie eine Show-Einlage vorgetanzt wird. Auch der Beginn des Refrains betont mit dem Hinweis „as the miller told his tale“ indirekt immer wieder die Thematik der sexuellen Verführung, indem er auf Giovanni Boccaccios Novellenzyklus Decamerone bzw. Geoffrey Chaucers recht zotige Miller’s Tale anspielt.
Die “sixteen Vestal Virgins” schließlich, von denen der Text dann spricht, sind die jungfräulichen Dienerinnen der römischen Göttin Vesta, deren Aufgabe es war, keusch zu bleiben und ein heiliges und ewiges Feuer der Reinheit zu erhalten. Der Erzähler aber möchte seine Partnerin eben gerade nicht wie eine der 16 Vestalinnen rein und unberührt lassen, sondern mit seiner nautisch inspirierten psychedelischen Party zur Unkeuschheit verführen, was ihm letztlich (wie die nicht aufgenommene dritte Strophe verrät), nach einem kurzen Ausflug in Alices Wunderland, im doppeldeutigen „ocean bed“ auch gelingt.

## Musik
Das Lied ist in einem typischen Strophe-Refrain-Strophe-Refrain-Stil (ABAB) gehalten. Musikwissenschaftlich gehört es wegen seines klassischen Einflusses zum sogenannten „Baroque Rock“, ebenso wie etwa Eleanor Rigby von den Beatles. Fishers feierliches Orgelspiel wurde durch Percy Sledges When a Man Loves a Woman inspiriert. Er hatte die Idee zu der Akkordfolge aus Johann Sebastian Bachs Air aus der Suite Nr. 3 D-Dur. Die Suite Nr. 3 D-Dur (BWV 1068) ist an den Basslinien und am Orgelspiel zu erkennen. Der Popsong besteht aus zwei Melodien, und zwar der gesungenen und der von der Orgel kontrapunktisch gespielten; die Kompositionstechnik des Kontrapunkts erlebte bei Bach ihren Höhepunkt.
Das Stück wurde als erste Bearbeitung von Bach-Werken in der Rockmusik eingestuft, nämlich des Eingangschors der Kantate 140 Wachet auf, ruft uns die Stimme, BWV 140. Es handelt sich jedoch nicht um eine echte Bearbeitung, da nur die Harmonieabfolge der ersten Takte übernommen wurde. Näher liegt der Vergleich mit Bachs Air aus der Suite D-Dur, da der getragene 4⁄4-Takt, die lange Note zu Beginn und der diatonische Abstieg der Basslinie zu erkennen sind (Takt 5 der Air mit Takten 2 und 3 des Songs, jeweils in eine andere Tonart gesetzt). Eine langsam absteigende, schwere Basslinie wird von den Harmonien C-Dur, a-Moll, F-Dur, d-Moll, G-Dur und e-Moll getragen. Bach-Autor Bernard S. Greenberg kommt beim Notenvergleich zu der Schlussfolgerung, dass A Whiter Shade of Pale bei einem Takt ein Bach-Musikzitat darstellt und eine unverkennbare Beziehung zu den beiden diskutierten Bach-Stücken (der Air aus der Suite in D-Dur und Wachet auf, ruft uns die Stimme) aufweist.

## Coverversionen und Statistik
Über 700 Coverversionen sind bekannt, darunter von The Box Tops (November 1967), Johnny Rivers (LP Realization; Januar 1968), Joe Cocker (August 1978), Bonnie Tyler (LP Goodbye to the Island; Januar 1981), Willie Nelson (Februar 1982), Doro Pesch (LP Force Majeure; Februar 1989), Puhdys (LP Jubiläumsalbum; 1989), Annie Lennox (LP Medusa; März 1995), Michael Bolton (November 1999), Helge Schneider (auf „Eiersalat in Rock“, 1999) und Santana (CD Blessings and Miracles 2021). Sarah Brightman präsentierte eine im Opernstil vorgetragene Version (LP La Luna; Juni 2001), bei Nicole ist eine Fassung auf der Unplugged-Konzert-DVD Mitten ins Herz (Februar 2008) zu finden. Der Song wurde in Großbritannien nochmals auf Rang 13 bei seiner Wiederveröffentlichung im April 1972 geführt.

## Rezeption
Die Musikzeitschrift Rolling Stone führt A Whiter Shade of Pale auf Platz 57 der 500 besten Songs aller Zeiten. Er wurde als internationaler „Song of the Year“ bei der Ivor-Novello-Award-Verleihung im März 1968 ausgezeichnet. Pitchfork wählte A Whiter Shade of Pale auf Platz 142 der 200 besten Songs der 1960er Jahre. 1998 wurde die Hitsingle in die Grammy Hall of Fame aufgenommen.
Der Titel gehört zu den Lieblingssongs von Ritchie Blackmore (Ex-Deep-Purple, Ex-Rainbow). 2021 ließ er sich für sein Projekt Blackmore’s Night von diesem Song inspirieren und schuf das komplementäre Gegenteil, nämlich Darker Shade Of Black.

## Streit um die Autorenschaft
Der Musikverlag Essex Music hatte ursprünglich als Texter Keith Reid und als Komponist Gary Brooker beim BIEM registrieren lassen. Organist Matthew Fisher behauptete erstmals in einem Interview im Melody Maker vom 13. August 1973, das Orgelsolo, die kontrapunktische Melodie und die Bach-Passagen allein komponiert zu haben. Deshalb verklagte er am 31. Mai 2005 vor dem Londoner High Court of Justice seinen Bandkollegen Gary Brooker und den Musikverlag Onwards Music Ltd. (der inzwischen im Dezember 1991 die Rechte von Essex übernommen hatte) auf einen Anteil von einer Million Pfund an den Tantiemen. Das am 20. Dezember 2006 gefällte Urteil sprach ihm 40 % der Urheberschaft zu. Das Urteil vom 20. Dezember 2006 ging davon aus, dass das „Orgelsolo einen unverwechselbaren und bedeutenden Beitrag zur Gesamtkomposition darstellt und ganz offensichtlich die Leistung des Erstellers ist“. Damit hätte Gary Brooker nicht mehr Anspruch auf 50 % der Tantiemen, sondern lediglich auf 30 % gehabt.
Deshalb legte Brooker Rechtsmittel gegen dieses Urteil ein, da ihm zufolge Fisher erst nach der Entstehung des Liedes in die Band eingetreten sei. Am 7. Mai 2008 entschied der Court of Appeal im Berufungsverfahren, dass die Beschwerde gegen das Urteil vom 20. Dezember 2006 abgewiesen wird. Damit gehört Fisher zu den Mitkomponisten von A Whiter Shade of Pale. Allerdings wurde ihm kein Recht auf Tantiemen eingeräumt, da er nach Ansicht des Gerichts zu lange mit der Klage gewartet habe.
Nachdem Fisher im House of Lords seinerseits wieder Berufung gegen diese Entscheidung eingelegt hatte, wurde dieses Urteil einstimmig durch fünf Lordrichter aus dem House of Lords in der damaligen Funktion als oberstem Gericht des Vereinigten Königreichs am 30. Juli 2009 aufgehoben. Fisher wurden endgültig die Autorenrechte im Sinn des Gerichtsurteils vom 21. Dezember 2006 mit einem Anteil von 40 % an den Tantiemen zugesprochen.

## Verwendung des Stücks (Auswahl)
Der Song wurde in einem japanischen Werbespot für den Nissan Silvia verwendet und fand Eingang in die Benennung von Presets von Hammondorgeln.
Als Filmmusik kommt das Stück unter anderem vor:
- Im Film Der große Frust von Lawrence Kasdan aus dem Jahr 1983, dessen Soundtrack ebenfalls ein Bestseller wurde
- In der ARD-Kriminalfilmreihe Tatort, 157. Folge mit dem Titel Haie vor Helgoland aus dem Jahr 1984
- In einer Version von Saxophonist King Curtis im Film Withnail & I von Bruce Robinson aus dem Jahr 1987
- Ebenfalls als Saxophoninstrumental zu Beginn des Films Killing Blue von Peter Patzak aus dem Jahr 1988
- Im Episodenfilm New Yorker Geschichten in der Episode „Lebensstudien“ von Martin Scorsese aus dem Jahr 1989
- Im Film Die Commitments von Alan Parker aus dem Jahr 1991
- Im Film Zwischen Himmel und Hölle von Oliver Stone aus dem Jahr 1993
- Im Abspann des Films Das Netz von Irwin Winkler aus dem Jahr 1995
- Im Film Breaking the Waves von Lars von Trier aus dem Jahr 1996
- Im Film und Abspann von 100 Schritte von Marco Tullio Giordana aus dem Jahr 2000
- In der Fernsehserie Wie erziehe ich meine Eltern? Folge Ein Mann für Mama, eine Frau für Papa aus dem Jahr 2002
- Im Film Radio Rock Revolution aus dem Jahr 2009
- Im Film und Abspann von Der Mauerschütze von Jan Ruzicka aus dem Jahr 2010
- Im Film Oblivion von Joseph Kosinski aus dem Jahr 2013
- Im Film Memory von Michel Franco aus dem Jahr 2023